# Stephen Fumio Hamao
Stephen Fumio Hamao (濱尾 文郎 Hamao Fumio) (9 de març de 1930 – 8 de novembre de 2007) va ser un cardenal japonès de l'Església Catòlica, que va servir com a President del Consell Pontifici per a la Cura Pastoral dels Migrants i els Itinerants. Va ser fet cardenal pel Papa Joan Pau II al 2003.

## Biografia
Hamao va néixer a Tòquio, sent el tercer fill del vescomte Shirō Hamao (1896–1935), que era fill adoptat del vescomte Hamao Arata, el President de la 8è Universitat de Tòquio i l'11è Ministre d'Educació. La seva família tenia capelles tant budista com xinot; però la seva mare vídua es convertí al catolicisme el 1942, i ell i el seu germà Minoru van ser batejats el 1946. Estudià a la universitat Hitotsubashi i després ingressà al seminari. Posteriorment estudià a la Pontifícia Universitat Urbaniana de Roma, sent ordenat prevere el 21 de desembre de 1957.
Després de la seva ordenació, tornà a Tòquio, on serví com a secretari del cardenal arquebisbe, secretari de la comissió litúrgica arxidiocesana i, finalment, capellà a la catedral.
Hamao estava al Vol 351 de Japan Airlines que va ser segrestat com a passatger el 1970. Va ser nomenat bisbe titular d'Oreto i auxiliar de Tòquio el 5 de febrer de 1970, sent consagrat el 29 d'abril de 1970. El 30 d'octubre de 1979 va ser nomenat bisbe de Yokohama, càrrec que ocupà durant gairebé 20 anys, fins que dimití el 15 de juny de 1998 per ser President del Consell Pontifici per a la Cura Pastoral dels Migrants i els Itinerants. Va ser promogut a arquebisbe al mateix temps. A més presidí la branca regional de Càritas i la Conferència Episcopal Japonesa el 1995.
Va ser elevat al Col·legi de Cardenals el 21 d'octubre de 2003 pel Papa Joan Pau II. Hamao rebé el títol de cardenal diaca de San Giovanni Bosco in Via Tuscolana. El mateix any va ser convocat a un "Tercer Concili Vaticà" per debatre sobre la qüestió de l'autoritat de l'església local.
Va ser un dels cardenals electors del conclave de 2005 que escollí a Benet XVI. Dimití del Consell Pontifici al març de 2006, un mes després que la Congregació per a les Causes dels Sants aprovés la beatificació dels 188 màrtirs japonesos del segle xvii.
El seu germà petit Minoru serví amb el Príncep Akihito com a Camarlenc del Palau Oriental (tōgūjijū, 東宮侍従). El cardenal Hamao ensenyà llatí a Akihito, però criticà un biaix excessivament occidentalitzat i una teologia sobre-intel·lectualitzada a l'Església Catòlica. Poc després que demanés al Papa Benet XVI que nomenés més asiàtics a càrrecs de responsabilitat a la Cúria Romana, el cardenal Ivan Dias esdevingué prefecte de la Congregació per a l'Evangelització dels Pobles.
El cardenal Hamao va morir el 2007 a causa d'un càncer de pulmó, amb 77 anys.